# Неделчо Цветков
Неделчо Спасов Цветков (изписване до 1945 година: Недѣлчо Спасовъ Цвѣтковъ) е български революционер, деец на българското националноосвободително движение в Македония, член на Вътрешната македонска революционна организация

## Биография
Роден е в скопското село Булачани на 18 октомври 1909 година. В 1924 година пристига в България от Скопие с югославски паспорт и остава да работи в Пловдив като хлебарски работник, където остава около 3 години. След което се установява в София, където продължава да упражнява занаята си. През 1930 година във фурната, в която работил в Подуене се запознава с няколко души македонски функционери от протогеровисткото крило на ВМРО. Известно време минава като протогеровист, но всъщност работи за Иван Михайлов. След като е разкрит, протогеровистите го заплашват с убийство и Цветков бяга в Горна Джумая, където влиза в околийската чета на Стоян Катошев. Там той изпълнявал най-различни задачи, възлагани му от Организацията. След разтурянето на ВМРО от режима на деветнадесетомайците в 1934 година, Цветков е подведен под углавна отговорност за извършени от него престъпления във връзка с организационната му работа. Осъден е и лежи в Горноджумайския затвор и Кюстендилския затвор, откъдето на 3 октомври 1940 година е освободен след амнистия. Цветков продължил да работи с михайловистите. В същия ден е разпитан и той казва следното: „Преди 1924 г. дойдох в България като бежанец и се заселих в София като хлебарски работник във фурната на ул. „Алдомировска“. Там работих около 7 месеца и след това работих във фурната на ул. „Веслец“. През 1927 г. заминах за гр. Пловдив, където пак работих като хлебарски работник в няколко фурни. През 1928 г. се върнах обратно в София и работих във фурната на Алекси Божков (ул. „Черковна“) до 1931 г., след което заминах за гр. Горна Джумая. Още с идването ми в България станах член на ВМРО, но до 1931 г. не се числях към никоя група. През 1931 г., когато отидох в Горна Джумая, бях зачислен в Горноджумайската околийска чета с войвода Стоян Катошев. През 1933 г. по заповед на Организацията взех участие в избиването на 7 души – убийците на попа от с. Тросково. Тези лица не ги познавам, нито им знам имената. За това ми взето участие в убийството, след 19.05.1934 г. бях осъден на доживотен строг тъмничен затвор. Тази присъда излежавах в 4 различни затвора до 03.10.1940 г., когато бях освободен (помилван). С излизането ми от затвора дойдох в София и се установих на работа в една фурна, намираща се срещу старите казарми при лицето Иван Алексиев.“ Отдел „Държавна сигурност“ на 18.11.1940 г. не се противопоставя за записването на Неделчо Цветков за софийски жител. Материалите, свързани с него, са архивирани от Държавна сигурност в дело, в което са приложени документи от следствието, водено във връзка с убийствата, извършени от ВМРО – Иван Михайлов в Горноджумайска околия през 1932-1934 година. Документите са използвани като доказателства в съдебния процес срещу Иван Михайлов през 1934 година.

## Семейство
Неделчо Цветков има роднини в София, един от които е поп Ангел – негов чичо. Поп Ангел го подпомага материално, когато е без работа. На 16.11.1940 год. Цветков попълва въпросник за установяване самоличност на лице в Дирекция на полицията. В него той посочва, че е Неделчо Спасов Цветков, роден на 18.10.1909 год. в село Булачене, Скопска околия, Македония, местожителство в София, православно вероизповедание, народност българин, поданство българско, главно занятие хлебарски работник, неженен, баща Спас Цветков роден в с. Булачене, Скопска околия (починал), майка Петра Златева родена в с. Смилковци, Скопска околия (починала), няма братя и сестри, влязъл в България през 1924 год. през Драгоман, няма паспорт, няма билет за свободно пребиваване в България, няма лични документи, живял в София, Пловдив и Горна Джумая не е служил войник, осъждан за убийство на доживотен затвор, говори български и турски език, няма образование – самоук, средно телосложение, среден ръст, обло лице, мургав цвят на лицето, обикновено чело, черни очи, правилен нос, нормални уши, обикновена уста, бръсната брада, черни вежди, черна коса, подстригани мустаци, няма особени белези.